# 華盛頓大學站
華盛頓大學站是一個輕鐵站，位放華盛頓州華盛頓大學校區。該車站由海灣公共交通局的海灣輕軌系統提供服務。華盛頓大學站是第1線的當前北端，南部朝向國會大廈山站和西雅圖的市中心。華盛頓州大學位於513號華盛頓州州道的東北部的太平洋街，旁邊有哈士奇體育場和華盛頓州醫療中心。